# Matt Henjak

a Compétitions nationales et continentales officielles uniquement.

b Matchs officiels uniquement.
Dernière mise à jour le 11 octobre 2011.
Matthew Henjak (dit Matt), né le 25 novembre 1981 à Queanbeyan, est un joueur australien de rugby à XV qui évolue au poste de demi de mêlée. Il joue la majorité de sa carrière au sein des clubs australien de la Western Force et français du RC Toulon.

## Biographie
Henjak est le neveu de l'ancien joueur de rugby à XIII Ivan Henjak et a des origines croates. Il a été éduqué au Lycée St Edmund's à Canberra, tout comme Matt Giteau et George Gregan. En 2001 et 2002 il joue pour l'équipe d'Australie des moins de 21 ans, avant d'être sélectionné en équipe A. Il fait ses débuts dans le Super 12 en 2003 avec les Brumbies contre les Waikato Chiefs. Henjak a ensuite été retenu dans une pré-liste de 27 joueurs pour l'équipe d'Australie au milieu de l'année 2004 après que Elton Flatley se soit cassé le bras. Il fait ses débuts le 26 juin contre l'équipe d'Angleterre au poste d'ailier à dix minutes de la fin du match après la blessure de Clyde Rathbone. Fin 2004, Henjak fait une courte pige de deux matchs en Angleterre avec les Harlequins. En 2005, il signe pour la nouvelle franchise de Super 14, la Western Force.
Durant sa carrière de joueur, il a été lié à toute une série de scandales. En 2004 il est lié à une altercation en Afrique du Sud, après laquelle le plaignant a secrètement touché 16 000 $ pour abandonner les charges. Il était alors devenu le premier Wallaby en 40 ans à être renvoyé d'une tournée. Il existe également d'autres rumeurs sur des incidents, parmi lesquelles des allégations sur une agression d'Henjak envers le fils d'un ancien dirigeant ou une offense envers une femme, événements qui ont été traités en interne dans son club. Le club a également du dénier l'existence d'une agression envers un employé du club par des joueurs, dont Henjak. En 2008 il est directement lié à une altercation dans un bar au cours de laquelle son coéquipier Haig Sare a eu la mâchoire cassée, nécessitant une intervention chirurgicale. À la suite de cela Henjak est licencié par la Western Force.
Le RC Toulon donne ensuite à Matt Henjak une chance de se rattraper en l'engageant après avoir été promu en Top 14 et en remplacement de George Gregan, challenge qu'il déclare comme étant « très excitant ». En novembre 2009, Matt Henjak négocie à l'amiable son départ du club varois afin de libérer une place d'extra-communautaire à l'Argentin Felipe Contepomi. Il quittera finalement le club à l'issue de la saison 2011-2012, pour rejoindre l'US Dax en Pro D2 le temps d'une saison.

## Palmarès

### En club
RC Toulon
- Finaliste du Top 14 : 2012 (Face au Stade toulousain)
- Finaliste de l'Amlin challenge cup : 2010 et 2012 (Face aux Cardiff Blues et au Biarritz olympique)

### En franchise
Brumbies
- Vainqueur du Super 12 : 2004 (Face aux Crusaders)

### En équipe nationale
- 4 sélections en équipe d'Australie depuis 2004 (+ 2 avec l’équipe A); il a honoré sa première cape internationale le 20 juin 2004 contre l'équipe d'Angleterre.
- Sélections par année : 2 en 2004, 2 en 2005
- Tri-nations disputé : 2004